# 聖フランシスコ・ザビエル教会 (マカオ)

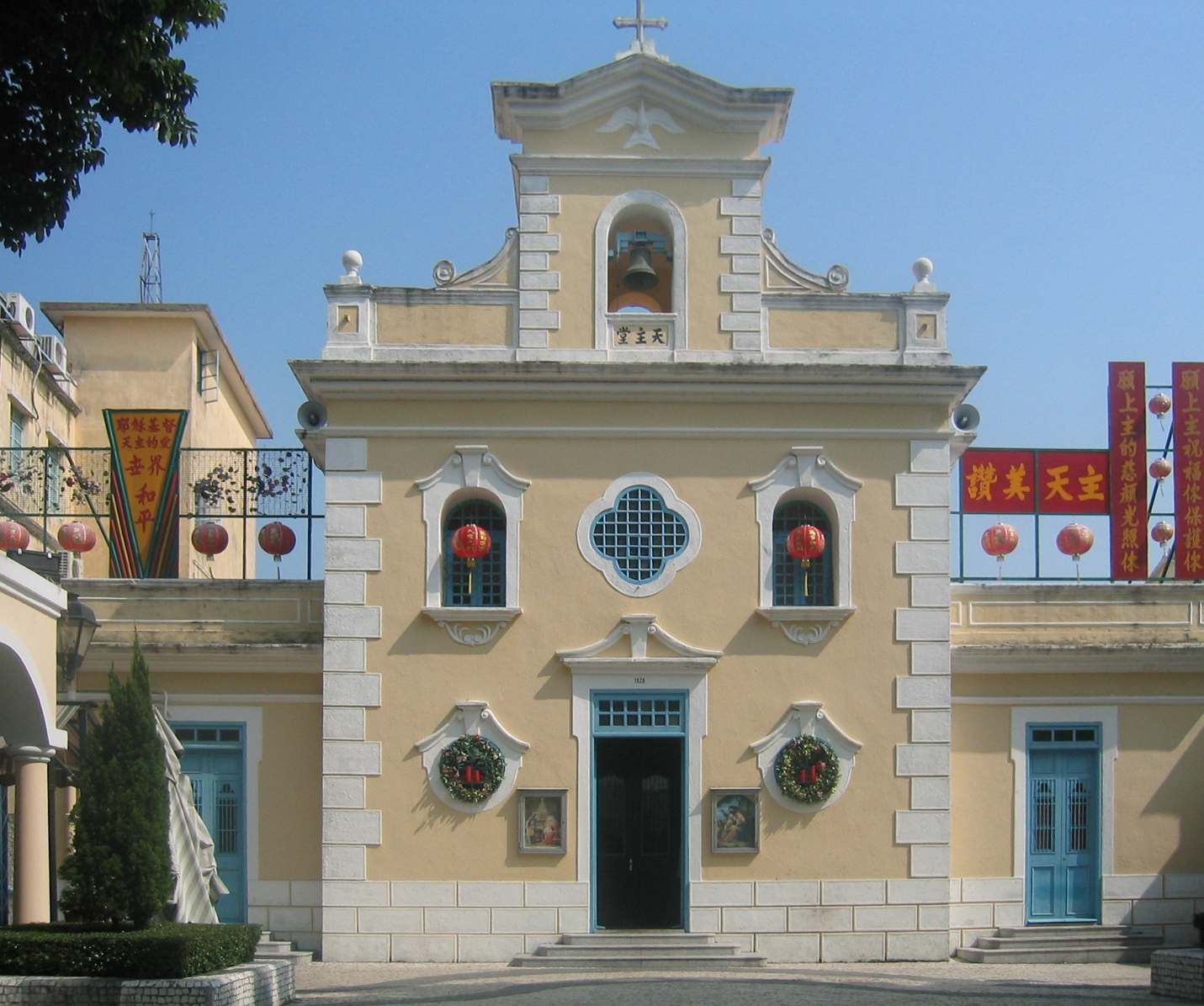
聖フランシスコ・ザビエル教会

聖フランシスコ・ザビエル教会（せいフランシスコ・ザビエルきょうかい、中国語: 聖方濟各聖堂、ポルトガル語: Capela de São Francisco Xavier）は中華人民共和国マカオのコロアネ島にあるカトリック教会。

## 概要
1928年に創建された。名称は日本初のキリスト教布教をしたフランシスコ・ザビエルに由来する。かつてはザビエルの右腕の骨などが納められていたが、現在は聖ヨゼフ修道院及び聖堂に移されている。
外観はクリーム色で、内部の主祭壇は空をイメージした色で塗られている。また、日本に縁があるザビエルという関係からか、キリスト生誕をイメージした人形の上に「主の名は聖」と日本語で書かれた表示がある。